# Begonia wageneriana
Begonia wageneriana es una especie de planta perenne perteneciente a la familia Begoniaceae. Es originaria de Sudamérica.

## Distribución
Es un endemismo de Venezuela.

## Taxonomía
Begonia wageneriana fue descrita por (Klotzsch) Hook. y publicado en Botanical Magazine 84, pl. 5047. 1858.
Etimología
Begonia: nombre genérico, acuñado por Charles Plumier, un referente francés en botánica, honra a Michel Bégon, un gobernador de la excolonia francesa de Haití, y fue adoptado por Linneo.
wageneriana: epíteto
sinonimia
- Moschkowitzia wageneriana Klotzsch	[3]